# Johanneskerk (Vlissingen)
De Johanneskerk was een protestants kerkgebouw in Vlissingen dat in gebruik was door de Hervormde gemeente vanaf 1955. In 1996 werd het gebouw gesloopt.

## Geschiedenis
In de jaren vijftig van de twintigste eeuw had de Hervormde Kerk in Vlissingen twee kerken in gebruik: de Grote of Sint-Jacobskerk en de Nieuwe Kerk. Laatstgenoemde had echter aanzienlijke waterschade opgelopen bij de watersnoodramp van 1953. Er werd daarom besloten om die kerk buiten gebruik te stellen en een nieuwe kerk in een uitbreidingswijk van Vlissingen te plaatsen. In 1954 werd begonnen aan de bouw van de nieuwe kerk aan de Bonedijkestraat, naar een ontwerp van architect prof. Berghoef. Het was een vierkant gebouw met horizontale accenten, voorzien van een klokkengevel. Op 9 november 1955 werd de kerk als Johanneskerk in gebruik genomen. In 1959 werd een wijkgebouw aan de kerk gebouwd. Naast de zondagsdiensten werd de kerk op zaterdag gebruikt door de Zevendedagsadventisten. Door afname van het aantal kerkgangers werd de kerk na veertig jaar gesloten voor de eredienst. Het gebouw werd verkocht aan woningbouwvereniging Basco en in 1996 gesloopt. Daarna is op het terrein een woontoren geplaatst, met de naam Harlekijnflat waarvan de bouw begon in 1999.

## Orgel
In de kerk hing een orgel gebouwd door  L. van Dam & Zonen. Dit orgel was gebouwd tussen 1904-1906 in opdracht van redersfamilie Blum-De Niet, die het ter ere van hun 25-jarige huwelijksjubileum op 31 juli 1904 schonken aan de Hervormde gemeente. Sinds 1906 hing het in de Nieuwe Kerk en werd in 1958 naar de Johanneskerk overgebracht door  D.A. Flentrop. Doordat de kerk te laag was moest de orgelkas vervangen worden, waarbij de oude verloren is gegaan. Bij de sluiting van de kerk probeerden Jan Jongepier en Bram Beekman het orgel in de Sint-Jacobskerk geplaatst te krijgen met een gereconstrueerd front, maar zij hadden geen succes. In 1996 werd het orgel aangekocht door de Morgensterkerk in Middelburg waar het in ongewijzigde staat is geplaatst. Deze kerk sloot in januari 2017 en in 2020 werd het orgel verkocht aan de Gereformeerde Gemeente van Berkenwoude.